# Empecta raffrayi
Empecta raffrayi är en skalbaggsart som beskrevs av Marc Lacroix 1989. Empecta raffrayi ingår i släktet Empecta och familjen Melolonthidae. Inga underarter finns listade i Catalogue of Life.